# Kolkina dupka (Kolkina-lyuk)
A Kolkina dupka-barlang (bolgárul: Колкина дупка) Bulgária legmélyebb barlangja. Helyileg a Balkán-hegységben található, Zimevica (Зимевица) község területén, Szvoge kistérségben. A barlang mélysége 542 méter, hossza pedig 15 425 méter. A barlangot 2009-ben találták meg, azóta intenzíven kutatják, számos föld alatti vízfolyást és vízesést találtak benne.

## Fordítás
- Ez a szócikk részben vagy egészben  a(z)   Колкина дупка című bolgár Wikipédia-szócikk fordításán alapul.  Az eredeti cikk szerkesztőit annak laptörténete sorolja fel. Ez a jelzés csupán a megfogalmazás eredetét és a szerzői jogokat jelzi, nem szolgál a cikkben szereplő információk forrásmegjelöléseként.